# Manila (Utah)
Manila város az USA Daggett megyében, melynek megyeszékhelye is. Lakosainak száma 308 fő (2020. április 1.).

## Népesség
A település népességének változása:

| 2010 | 310 |
| 2020 | 308 |